# Harlang
Harlang ist ein Gemeindeteil der Gemeinde Wörnitz im Landkreis Ansbach (Mittelfranken, Bayern). Harlang liegt in der Gemarkung Erzberg.

## Geografie
Nordwestlich des Dorfes erhebt sich der Schillingsfürst-Wettringer Hardt, die Teil der Frankenhöhe ist. Im Westen grenzt das Breitfeld an. 0,5 km im Norden entspringt der Harlanggraben, ein linker Zufluss des Arzbacher Mühlbachs. Die Kreisstraße AN 16 führt nach Bastenau (1,3 km nordöstlich) bzw. nach Arzbach (0,8 km südlich). Eine Gemeindeverbindungsstraße führt nach Erzberg (0,8 km südöstlich) bzw. nach Obergailnau (2 km nördlich).

## Geschichte
1800 gab es in dem Ort zehn Haushalte.
Mit dem Gemeindeedikt (frühes 19. Jahrhundert) wurde Harlang dem Steuerdistrikt und der Ruralgemeinde Erzberg zugeordnet. Im Zuge der Gebietsreform in Bayern wurde Harlang am 1. November 1971 nach Wörnitz eingemeindet.

### Einwohnerentwicklung
| Jahr      | 001818 | 001840 | 001861 | 001871 | 001885 | 001900 | 001925 | 001950 | 001961 | 001970 | 001987 |
| Einwohner | 72     | 112    | 91     | 90     | 88     | 92     | 82     | 88     | 58     | 59     | 56     |
| Häuser    | 18     | 18     |        |        | 17     | 16     | 16     | 15     | 13     |        | 13     |
| Quelle    | [ 8 ]  | [ 9 ]  | [ 10 ] | [ 11 ] | [ 12 ] | [ 13 ] | [ 14 ] | [ 15 ] | [ 16 ] | [ 17 ] | [ 1 ]  |

## Religion
Der Ort ist seit der Reformation evangelisch-lutherisch geprägt und bis heute nach St. Gallus (Erzberg) gepfarrt. Die Einwohner römisch-katholischer Konfession sind nach Kreuzerhöhung (Schillingsfürst) gepfarrt.